# Burwell (Cambridgeshire)
Burwell – wieś w Anglii, w hrabstwie Cambridgeshire, w dystrykcie East Cambridgeshire. Leży 17 km na północny wschód od miasta Cambridge i 91 km na północ od Londynu. W 2001 miejscowość liczyła 5833 mieszkańców.